# Мелбурн (Арканзас)
Мелбурн (енгл. Melbourne) град је у америчкој савезној држави Арканзас.

## Демографија
По попису из 2010. године број становника је 1.848, што је 175 (10,5%) становника више него 2000. године.
| Група             | 2000.         | 2010.         |
| Белци             | 1.629 (97,4%) | 1.775 (96,0%) |
| Афроамериканци    | 0 (0,0%)      | 5 (0,3%)      |
| Азијати           | 3 (0,2%)      | 5 (0,3%)      |
| Хиспаноамериканци | 10 (0,6%)     | 31 (1,7%)     |
| Укупно            | 1.673         | 1.848         |